# Карл Филипп, принц Швеции
Карл Филипп Эдмунд Бертиль (швед. Carl Philip Edmund Bertil; род. 13 мая 1979, Стокгольм) — шведский принц. Второй ребёнок и единственный сын правящего короля Карла XVI Густава и королевы Сильвии. Имеет полный титул Его Королевское Высочество принц Карл Филипп Шведский, герцог Вермландский.
Карл Филипп с момента рождения по 1 января 1980 года являлся кронпринцем и наследником шведского престола, однако конституционная реформа 1979 года изменила порядок престолонаследия в соответствии с принципом абсолютного первородства. В настоящее время он занимает четвёртое место после своей сестры кронпринцессы Виктории и племянников: принцессы Эстель и принца Оскара.

## Биография
Родился 13 мая 1979 года в 07:20 Королевском дворце в Стокгольме. Был крещён в Королевской часовне 21 августа 1979 года и получил имя Карл Филипп Эдмунд Бертиль. Крёстными родителями стали принц Бертиль, королева Дании Маргрете II, принцесса Биргитта и принц Леопольд Баварский. Принц Карл Филипп стал вторым ребёнком короля Швеции Карла XVI Густава и королевы Сильвии.
В соответствии с законом о наследовании 1979 года, который вступил в силу 1 января 1980 года, стал вторым в очереди на трон после своей старшей сестры кронпринцессы Виктории, а после рождения у Виктории дочери Эстель в феврале 2012 года — третьим. В марте 2016 года, после рождения племянника принца Оскара, занимает четвёртую позицию в линии наследования.

### Образование

Герб принца Карла Филиппа

Получил начальное образование в Стокгольме, в школе Уэст-Пэриш, обучался в нескольких средних школах Бромли, школе Лундберг в Вермланде и два года в американской школе Кент, где изучал естественные науки. Окончил школу в 1999 году. В 2006 году изучал графический дизайн и рекламу в Форсбурге в Швеции и в Школе дизайна Род-Айленда в США.
На данный момент учится в Шведском Университете сельскохозяйственных наук, где также читает отдельные курсы. Его исследования направлены на производство сельскохозяйственных культур, инженерное и лесное хозяйство.

### Военная карьера
Имеет звание офицера запаса Шведского Корпуса Амфибий, который занимается охраной флота страны. После военной службы в Ваксхольме прошёл дополнительные двухгодичные курсы подготовки военных сотрудников. Окончил их, имея звание младшего лейтенанта в 2002 году и был возведен в звание лейтенанта в 2004. В 2007 году стал капитаном после прохождения соответствующей подготовки.

## Увлечения и интересы

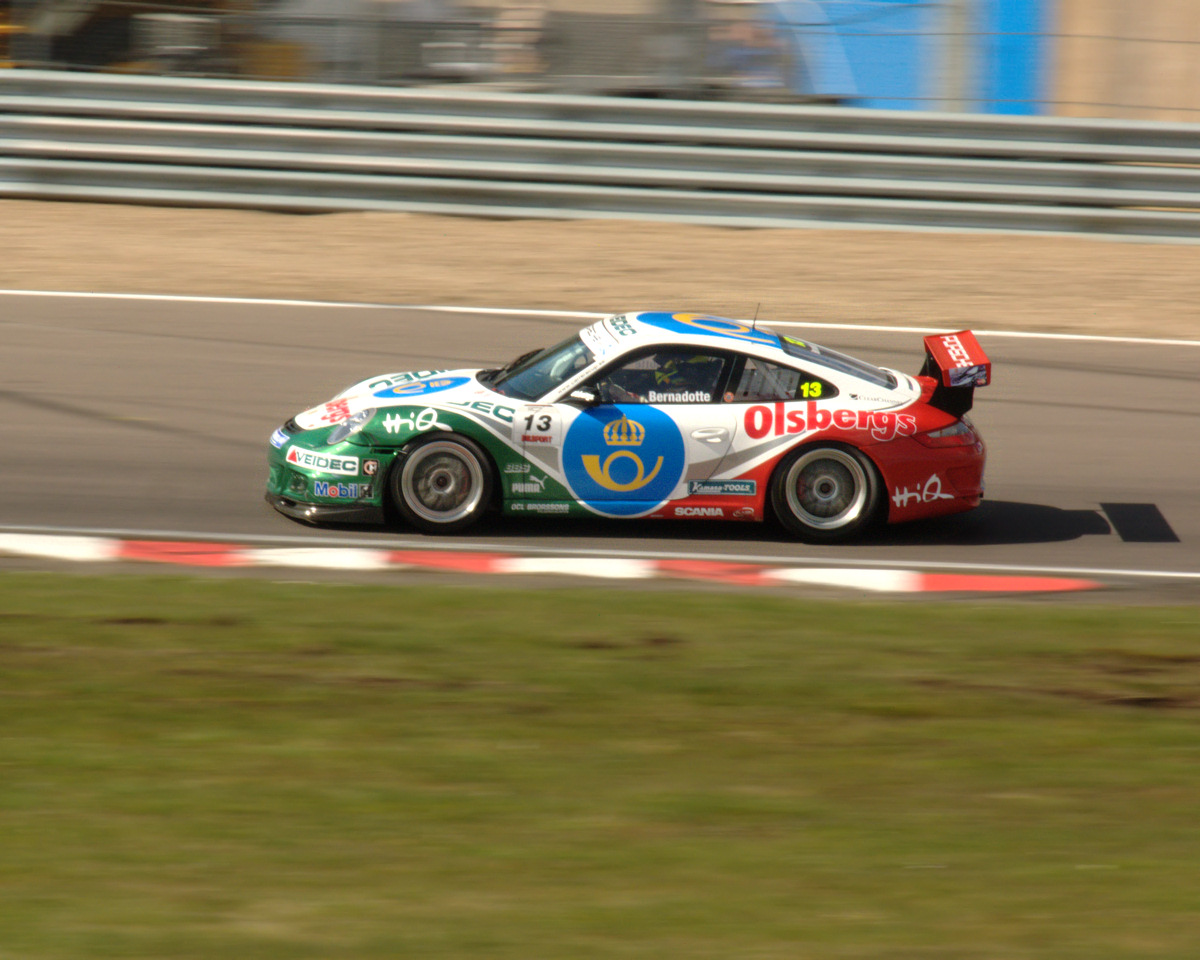
Карл Филипп за рулём Porsche 997

Увлекается лыжами, лёгкой атлетикой, футболом, плаванием. В 2003 году участвовал в шведском лыжном марафоне на 90 км Васалоппет. Автомобили и автогонки — ещё один его интерес, который разделяют и другие члены его семьи. Карл Филипп получил лицензию шведской федерации автомобильного спорта в 2003 году и участвует в гонках в качестве водителя с 2005 года. С 2008 года принимает участие в гоночной серии Porsche Carrera Cup Скандинавии на автомобиле Porsche 911 GT3. Также имеет охотничий билет и принимает участие в королевской охоте.
С 2003 года изучал графический дизайн в школе Форсберг в Стокгольме, после чего начал интересоваться изобразительным искусством, особенно художественной фотографией, организовал собственную фотовыставку «Взгляд из рая» в городах Уппсала, Хельсинки, Стокгольм и Льеж в 2007—2009 годах. Разработал дизайн обложки компакт-диска, выпуск которого был приурочен ко дню рождения королевы.
Осенью 2006 года прошёл стажировку в National Geographic, после чего принял участие в создании нескольких фильмов совместно со шведским журналистом Фольке Райденом, которые были приурочены к 300-летию Карла Линнея и показаны в Ботаническом саду г. Уппсала.

## Личная жизнь
С 1999 года принц встречался с Эммой Перланд, однако в 2009 году их отношения завершились. Принц не дал никаких комментариев по этому поводу. В 2008 году Карл Филипп был включён в список журнала Forbes «20 самых завидных молодых женихов и невест королевской крови».
В апреле 2010 года он подтвердил свою связь с моделью Софией Хелльквист, а в июне 2014 года было объявлено об их помолвке. Церемония венчания состоялась 13 июня 2015 года в 17:00 в церкви Королевского дворца.
У четы четверо детей:
- Александр Эрик Хубертус Бертиль, герцог Сёдерманландский родился 19 апреля 2016 года в больнице Дандерюд в 18:25[11]. Малыш весит 3595 грамм, рост 49 см[12].
- Габриэль Карл Вальтер, герцог Даларнский родился 31 августа 2017 года. Малыш появился на свет в 11:24 по местному времени в госпитале Дандерюд с весом 3400 грамм и ростом 49 см.
- Юлиан Герберт Фольке, герцог Халландский родился 26 марта 2021 года в больнице Дандерюд в 11:19. Вес малыша 3220 граммов, рост 49 см.
- Инес Мари Лилиан Сильвия, герцогиня Вестерботтенская родилась 7 февраля 2025 года в больнице Дандерюд в 13:10 с весом 3645 граммов, ростом 49 см.

## Награды
- Кавалер Ордена Серафимов (13 мая 1997 года)[13]
- Кавалер ордена Карла XIII (с рождения)
- Командор ордена Полярной звезды (1 октября 2013 года)
- Памятная медаль к 70-летию короля Швеции Карла XVI Густава (30 апреля 2016 года)
- Великий офицер ордена Трёх звёзд (22 марта 2005 года)[14]
- Кавалер Большого креста Ордена Святого Олафа (2005 год)
- Орден «Стара-планина» I степени (12 октября 2007 года)[15]
- Кавалер Большого креста ордена Почёта (2008 год)
- Кавалер ордена Креста земли Марии 1 степени (12 января 2011 года)[16]
- Гранд-офицер ордена Заслуг (2015)
- Кавалер Большого креста ордена Заслуг (2016)
- Кавалер Большого креста ордена Сокола (2018)
- Кавалер Большого креста ордена «За заслуги перед Итальянской Республикой» (2018)